# Авен-сюр-Эльп (округ)
Авен-сюр-Эльп (фр. Avesnes-sur-Helpe) — округ (фр. Arrondissement) во Франции, один из округов в регионе О-де-Франс. Департамент округа — Нор. Супрефектура — Авен-сюр-Эльп.
Население округа на 2019 год составляло 227 711 человек. Плотность населения составляет 162 чел./км². Площадь округа составляет 1407,5 км².

## Состав
Кантоны округа Авен-сюр-Эльп (после 22 марта 2015 года):
- Авен-сюр-Эльп
- Мобёж
- Онуа-Эмери
- Фурми

Кантоны округа Авен-сюр-Эльп (до 22 марта 2015 года):
- Авен-сюр-Эльп-Нор
- Авен-сюр-Эльп-Сюд
- Баве
- Берлемон
- Ландреси
- Мобёж-Нор
- Мобёж-Сюд
- Кенуа-Вест
- Кенуа-Эст
- Отмон
- Сольр-ле-Шато
- Трелон